# Leslie Baruch Brent

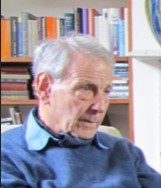
Leslie Baruch Brent (2012)

Leslie Baruch Brent (* 5. Juli 1925 in Köslin als Lothar Baruch; † 21. Dezember 2019) war ein deutschstämmiger britischer Immunologe und Zoologe.

## Leben
Leslie Baruch Brent wurde 1925 in einer jüdischen Familie in Köslin in Hinterpommern geboren. Sein Vater arbeitete als Handlungsreisender für große Unternehmen. Aufgrund der zunehmenden Diskriminierung von Juden nach 1933 schickten ihn seine Eltern 1936 in das Jüdische Waisenhaus nach Berlin-Pankow, das von einem Bekannten seiner Eltern, dem Pädagogen Kurt Crohn, geleitet wurde. Als sich 1938 nach den Novemberpogromen die Lage der Juden dramatisch verschlechterte, wurde Brent am 1. Dezember 1938 von Kurt Crohn mit dem ersten Kindertransport nach England geschickt. Kurz vor seiner Abreise traf er das letzte Mal seine Eltern und seine Schwester, die am 29. Oktober 1942 bei Riga ermordet wurden.
Nach seiner Ankunft in England besuchte Brent bis Anfang 1942 eine Internatsschule, die Bunce Court School in der Grafschaft Kent, deren Leiterin die Reformpädagogin Anna Essinger war. Anschließend bereitete er sich auf das Studium vor. Nach der Anordnung der Regierung Ende 1943 über die Eingliederung vertrauenswürdiger feindlicher Ausländer in die britische Armee begann er eine Ausbildung zum Infanterie-Offizier, die er im Februar 1945 abschloss. Während seines Armeedienstes legte er seinen Geburtsnamen ab und wählte den Namen Leslie Brent. In Erinnerung an seine Eltern fügte er später den Namen Baruch hinzu.
Ein Stipendium ermöglichte ihm nach Ende des Zweiten Weltkrieges ein Studium der Zoologie an der University of Birmingham. 1951 wechselte er als Doktorand an die University of London in die Arbeitsgruppe von Peter Medawar. Dort war er zusammen mit Medawar und Rupert Billingham maßgeblich an den Arbeiten zur erworbenen immunologischen Toleranz (englisch acquired immunological tolerance) beteiligt. Nachdem Medawar 1960 den Nobelpreis erhalten hatte, übersandte ihm Medawar einen Teil des Preisgeldes.
Von 1965 bis 1969 war er Professor an der University of Southampton und anschließend bis 1990 Professor für Immunologie an der St Mary’s Hospital Medical School, die zur Universität London gehörte.
Er war Mitglied der Europäischen Akademie der Wissenschaften und Künste (EASA) und Ehrenmitglied der British Society of Immunology. 1994 wurde er mit dem Medawar Prize ausgezeichnet.
Seine Lebenserinnerungen, die 2009 in Großbritannien erschienen, wurden mit Unterstützung der Cajewitz-Stiftung 2010 unter dem Titel Ein Sonntagskind? – Vom jüdischen Waisenhaus zum weltbekannten Immunologen auch in Deutschland veröffentlicht.
2012 wurde er für den Dokumentarfilm Das lebenswichtige Bindeglied: Die Geschichte von Wilfrid Israel interviewt, in dem er über seine Erfahrungen mit dem Kindertransport sprach.
Für seine Eltern Arthur und Charlotte Baruch sowie seine Schwester Eva Susanne Baruch wurden in Berlin Stolpersteine verlegt.

## Schriften (Auswahl)
- ‘Actively acquired tolerance‘ of foreign cells: R. E. Billingham, L. Brent, P. B. Medawar. In: Nature. Band 172, 1953, S. 603–606, doi:10.1038/172603a0.
- R. E. Billingham, L. Brent, P. B. Medawar: Quantitative studies on tissue transplantation immunity. II. The origin, strength and duration of actively and adoptively acquired immunity. In: Philosophical Transactions of the Royal Society of London, Series B, Biological Sciences. Band 143, Nr. 910, 1954, S. 58–80, doi:10.1098/rspb.1954.0054.
- R. E. Billingham, L. Brent, P. B. Medawar: Quantitative studies on tissue transplantation immunity. III. Actively acquired tolerance. In: Philosophical Transactions of the Royal Society of London, Series B, Biological Sciences. Band 239, Nr. 666, 1956, S. 357–414, doi:10.1098/rstb.1956.0006.
- Leslie Brent: A History of Transplantation Immunology. 1. Auflage. Academic Press, 1996, ISBN 0-12-131770-6, S. 482.
- Leslie Baruch Brent: Sunday’s Child: A Memoir. Bank House Books, 2009, ISBN 978-1-904408-44-4, S. 308.